# Linköping (comune)

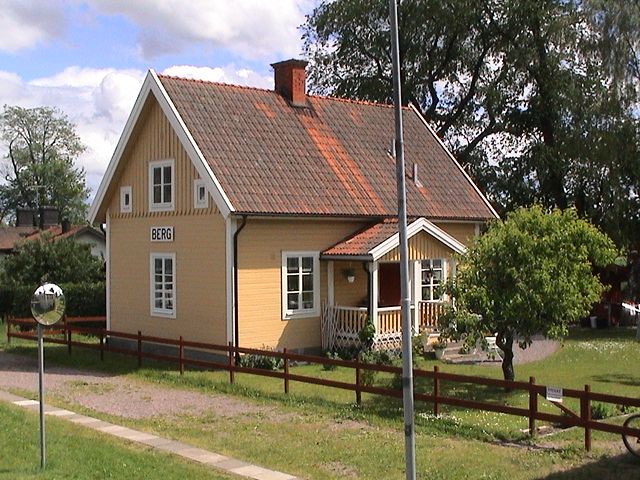
Una tipica casa svedese a Linköping, nella frazione di Berg

Linköping è un comune svedese di 146 154 abitanti, situato nella contea di Östergötland. Il suo capoluogo è omonimo.

## Località

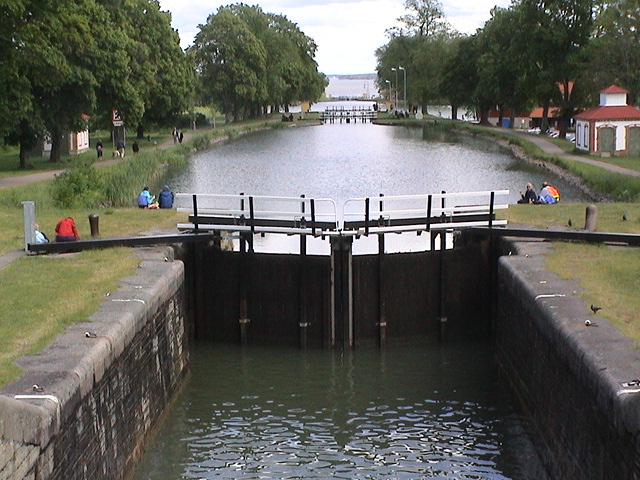
Le chiuse di Bergs Slussar nella frazione di Berg

Nel territorio comunale sono comprese le seguenti aree urbane (tätort):
- Askeby
- Bankekind
- Berg
- Bestorp
- Brokind
- Ekängen
- Gistad
- Linghem
- Linköping
- Ljungsbro
- Malmslätt
- Nykil
- Rappestad
- Sjögestad
- Skeda udde
- Slaka
- Sturefors
- Västerlösa
- Vikingstad

## Amministrazione

### Gemellaggi
- Joensuu
- Ísafjarðarbær
- Tønsberg
- Trebisonda
- Linz
- Pietrasanta
- Kaunas
- Oradea
- Canton
- Macao
- Estelí
- Morogoro
- Palo Alto